# Jeremy Suarez
Jeremy Steven Suarez (ur. 6 lipca 1990 r.) – amerykański aktor. Zadebiutował w 1996 roku w filmie Jerry Maguire.

## Filmografia
- Gruby Albert (2004) - Russell
- Ladykillers, czyli zabójczy kwintet (2004) - Li'l Gawain
- Plan Zuzanny (1998) - Kevin
- Jerry Maguire (1996) - Tyson Tidwell

## Użyczył głosu
- Planeta skarbów (2002) - różne głosy
- Mój brat niedźwiedź (2003) - Koda
- Bobby kontra wapniaki - Nike
- Mój brat niedźwiedź 2 (2006) - Koda